# Effersdorf
Effersdorf ist ein Gemeindeteil des Marktes Hohenfels in Landkreis Neumarkt in der Oberpfalz in Bayern.

## Geographische Lage
Effersdorf liegt im oberpfälzischen Jura der südlichen Frankenalb auf ca. 482 m ü. NHN in der östlichen Ausbuchtung eines Hügelzuges, der sich bis ca. 560 m ü. NHN erhebt. 500 m nördlich verläuft die Grenze des Truppenübungsplatzes Hohenfels.
Die Einöde ist über eine Gemeindeverbindungsstraße vom nordöstlich gelegenen Großbissendorf her zu erreichen. In Großbissendorf besteht Anschluss an die Staatsstraße 2234 und die Kreisstraße NM 34.

## Geschichte
Mittelalterlich ist die Abschnittsbefestigung Effersdorf.
Die Ansiedlung ist im Kartenwerk von ca. 1600 von Christoph Vogel als „Efersdorf“ im Amt Hohenfels vermerkt. 1622 erscheint sie als „Euersdorff“ im Urbar der Herrschaft Hohenfels. Gegen Ende des Alten Reiches, um 1800, bestand die Einöde aus einem Halbhof, auf dem der Untertan Förstl saß.
Im Königreich Bayern wurde um 1810 der Steuerdistrikt Großbissendorf im Landgericht Parsberg (später Landkreis Parsberg) gebildet. Zu diesem gehörten die zwei Dörfer Großbissendorf und Großmittersdorf sowie die Einöden Albertshof, Effersdorf, Harras, Nainhof und Oedenthurn. Mit dem zweiten bayerischen Gemeindeedikt von 1818 entstanden daraus die Ruralgemeinden Großbissendorf und Großmittersdorf, wobei Effersdorf zu Großbissendorf gehörte. 1830 wurden beide Gemeinden zur neuen Gemeinde Großbissendorf vereinigt. Diese wurde zum 1. Mai 1978 nach Hohenfels eingemeindet. Seitdem ist Effersdorf ein Gemeindeteil von Hohenfels.

## Gebäude- und Einwohnerzahl
- 1830: 5 Einwohner[7]
- 1838: 10 „Seelen“, 1 Haus in „Efersdorf“[8]
- 1861: 9 Einwohner, 3 Gebäude[9]
- 1871: 11 Einwohner, 4 Gebäude; Großviehbestand 1873: 10 Stück Rindvieh[10]
- 1900: 8 Einwohner, 1 Wohngebäude[11]
- 1925: 10 Einwohner, 1 Wohngebäude[12]
- 1950: 9 Einwohner, 1 Wohngebäude[13]
- 1970: 5 Einwohner[14]
- 1987: 3 Einwohner, 1 Wohngebäude, 1 Wohnung[15]

Gegenwärtig ist ebenfalls nur eine Hausnummer vergeben. 2013 wurde die Hofstelle in einem 1. Bauabschnitt neu errichtet.

## Kirchliche Verhältnisse
Effersdorf ist bereits um 1600 als zur katholischen Pfarrei Hohenfels im Bistum Regensburg gehörend verzeichnet. Die Kinder gingen im 19./20. Jahrhundert 1,5 km weit nach Großbissendorf in die katholische Schule.